# 西格尔出版社
西格尔出版社是法国的一家出版社，1944年由皮埃尔·西格尔（Pierre Seghers）创建于巴黎。1969年被罗伯特·拉芳（Robert Laffont）收购。他们的业务在九十年代后期曾一度中断，之后在雷奥奈罗·布兰多里尼（Leonello Brandolini） 和布鲁诺·杜赛（Bruno Doucey）的带领下恢复经营。. 
这家出版社以两套诗学丛书而闻名，即《今天的诗人》和《诗与歌》。它同样也出版其他著名的法国诗人的著作，如路易·阿拉贡和保尔·艾吕雅等人。而且它也出版选集和青年文学双语刊物。